# Lithodes ferox
La centolla (Lithodes ferox) es una especie de crustáceo decápodo que integra el género de cangrejos litódidos Lithodes. Habita el lecho marino de las aguas del océano Atlántico. 

## Taxonomía, distribución y hábitat
Lithodes ferox fue descrita originalmente en el año 1885 por el científico H. Filhol.
Habita en profundidades entre 160 y 1013 metros.
Presenta poblaciones en ambas márgenes del océano Atlántico. En las aguas africanas se dispersa en Mauritania y Guinea-Bisáu hasta Namibia (de 22º03’N a 28º16’S).
También ocurre en los montes submarinos Vema, en el Atlántico Sur.
Otra población fue registrada sobre fondos fangosos del centro-este de Sudamérica, en la plataforma marina frente a la boca del Río de la Plata, en Uruguay y el centro-este de la Argentina, en las coordenadas: 36º29.6’S 53º46.7’W.
El tamaño al momento de la madurez sexual se estimó en 108 mm CL para los machos, sobre la base de alometría de la chela, y de 83 mm LC para las hembras, sobre la base de la presencia de huevos en las setas pleópodo. La fecundidad aumenta en proporción al tamaño de la hembra, por lo que las más grandes llevan hasta 8000 huevos cada una.
Analizando, en el contenido intestinal, el porcentaje de presencia de los distintos ítems sobre los que preda, se concluyó que Lithodes ferox se alimenta de forma oportunista de un variado espectro trófico, incluyó otros crustáceos (69%), equinodermos (44%) moluscos bivalvos (48%),  escafópodos (34%), gasterópodos (8%) y peces (51%). No se detectaron diferencias significativas entre la composición de las dietas de machos y hembras. La diversidad de la dieta aumenta al aumentar la edad de esta especie de cangrejo.